# Maera rathbunae
Maera rathbunae är en kräftdjursart som beskrevs av Arthur Sperry Pearse 1908. Maera rathbunae ingår i släktet Maera och familjen Melitidae. Inga underarter finns listade i Catalogue of Life.